# Loft (banda)

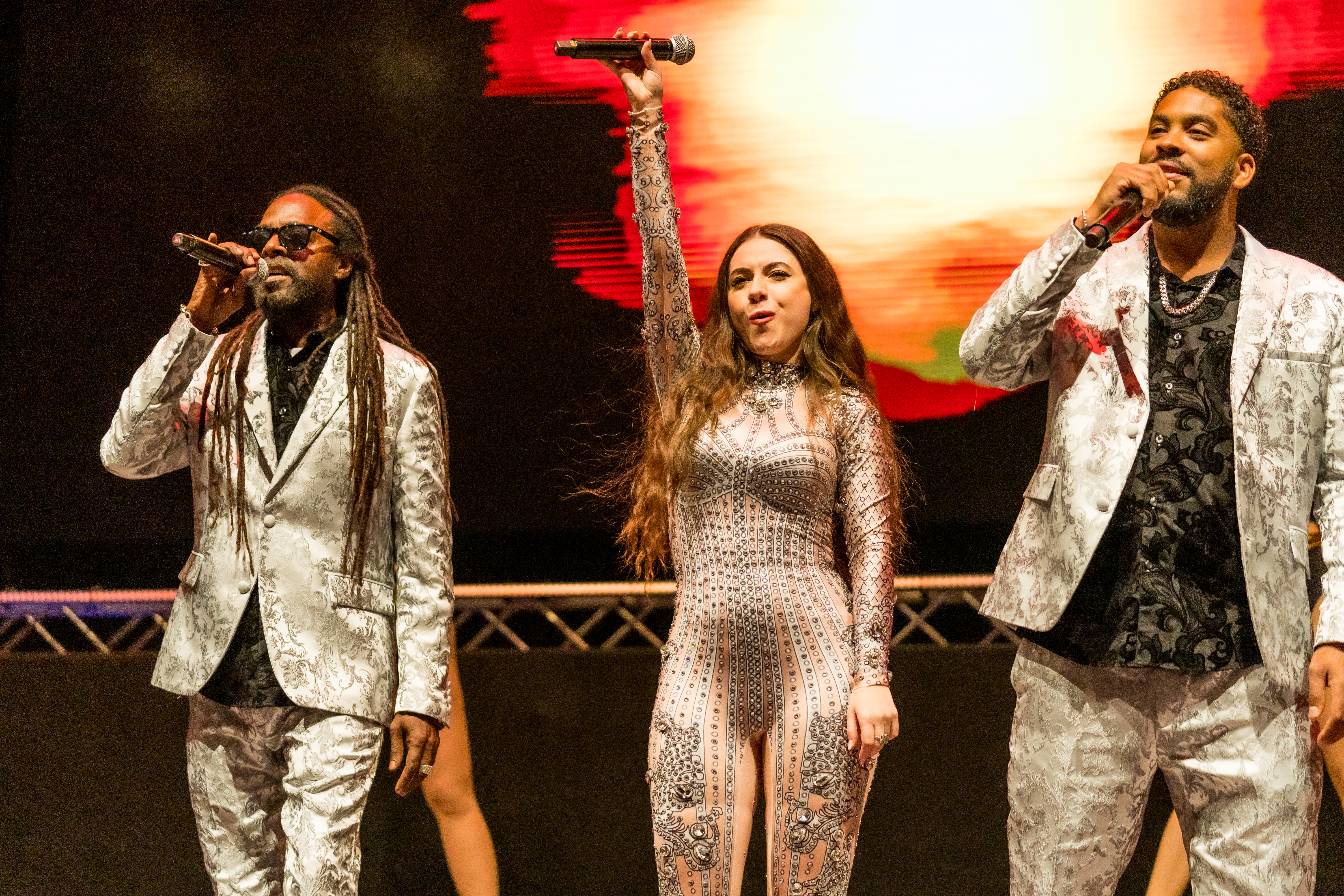
Loft en directo en 2019

Loft es una banda Alemana de Eurodance que ganó gran popularidad en los años 90 con sencillos como "Hold On", "Love Is Magic", "Don't Stop Me Now", "Mallorca" y "Wake The World".

## Discografía

### Álbumes de estudio
- 1994 - Wake The World
- 1995 - Future World
- 1999 - Greatest Hits

### Singles
- 1993 - "Summer Summer Summer" (#10 Alemania, #22 Israel)
- 1993 - "Hold On" (#8 Israel)
- 1994 - "Love Is Magic"
- 1994 - "Wake The World"
- 1995 - "Don't Stop Me Now"
- 1995 - "Free Me"
- 1995 - "It's Raining Again"
- 1996 - "Mallorca"
- 1997 - "Long John Silver"
- 2003 - "Summer Summer Remix"
- 2004 - "Still No.1"
- 2005 - "Love Can't Be Wrong"
- 2005 - "Gigolo"

- Datos: Q479981